# Целозия серебристая
Цело́зия серебри́стая (лат. Celosia argentea) — однолетнее травянистое растение, вид рода Целозия (Celosia) семейства Амарантовые (Amaranthaceae).
Первоначально распространённое в Южной и Юго-Восточной Азии, в настоящее время растение нередко встречается по сорным местам в Северной и Южной Америке и Вест-Индии, а также Африки.

## Описание

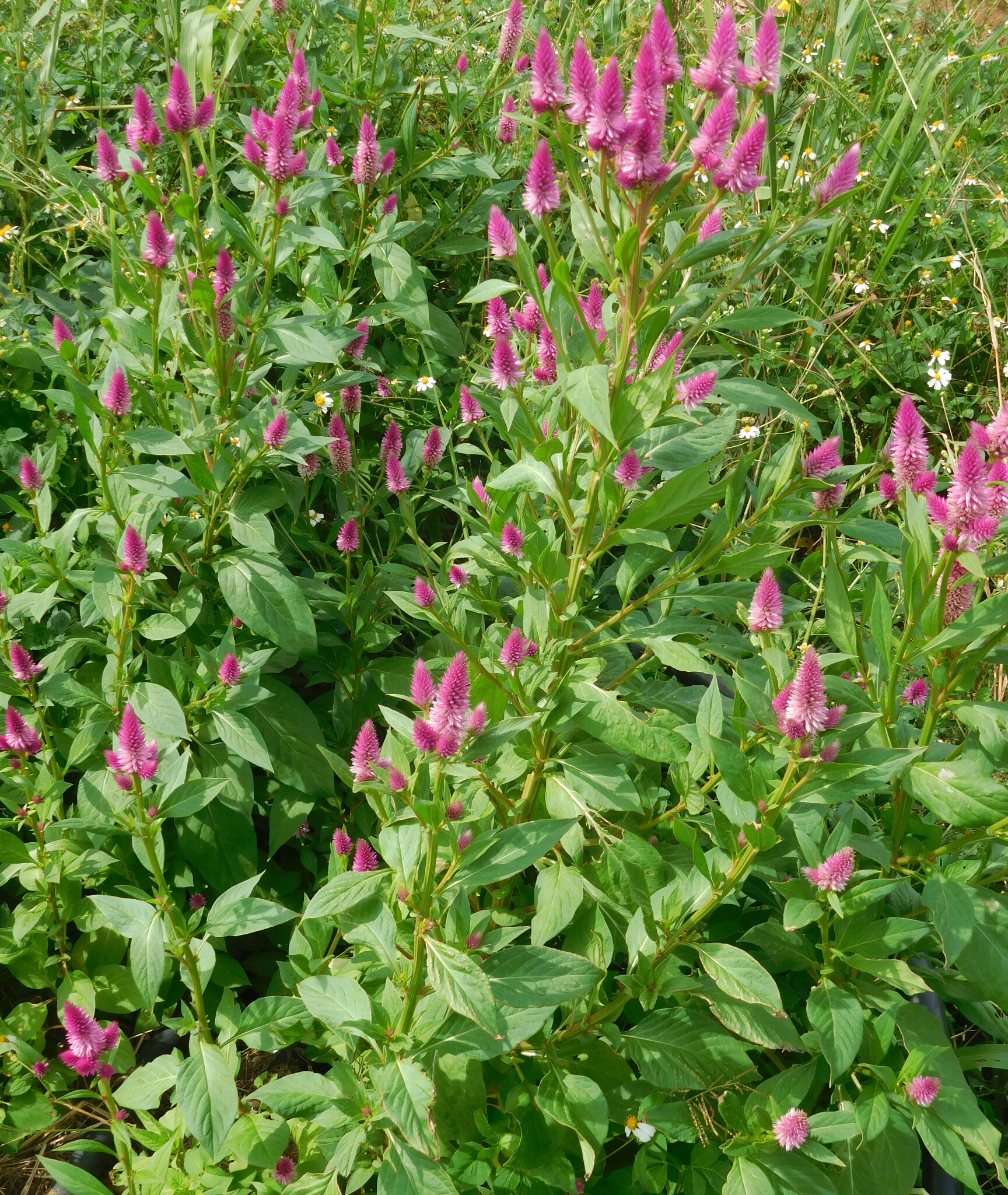
Цветки растения нередко розовые

Однолетние травы до 1 м высотой, с голыми, часто ветвистыми стеблями, нередко красноватыми. Листья часто с красноватым оттенком, почти сидячие или на черешках до 1,5—3 см длиной, цельные, от продолговато-ланцетных до ланцетно-линейных, 5—15 см длиной и 1—6 см шириной, в основании клиновидно суженные, с острой или заострённой верхушкой.
Соцветие — густой верхушечный неразветвлённый колос, в очертании узкоцилиндрический, редко яйцевидный. Прицветники и прицветнички ланцетные, заострённые, белые, до 4 мм длиной. Листочки околоцветника в числе 5, однообразные, белые, розоватые или же розовые и выцветающие до белых к плодоношению, 6—10 мм длиной. Тычинки 5—6 мм длиной, с фиолетовыми пыльниками.
Плод — яйцевидный мешочек, скрытый в неопадающем околоцветнике, 3—4 мм длиной.

## Систематика
В объём вида Celosia argentea нередко включаются садовые формы с фасциированными или гребневидными неправильными соцветиями, значительная часть цветков которых стерильны, известные под видовым названием Celosia cristata (целозия гребневидная). Эти культивируемые формы тетраплоидны (2n = 36), в то время как дикорастущие Celosia argentea в большинстве популяций октаплоидны (2n = 72). Тетраплоидные фасциированные формы не известны в дикой природе (немногочисленные тетраплоидные популяции растений с нормально развитыми соцветиями известны) и могут считаться самостоятельным видом или разновидностью, хотя, вероятно, изначально происходят от дикорастущих Celosia argentea.

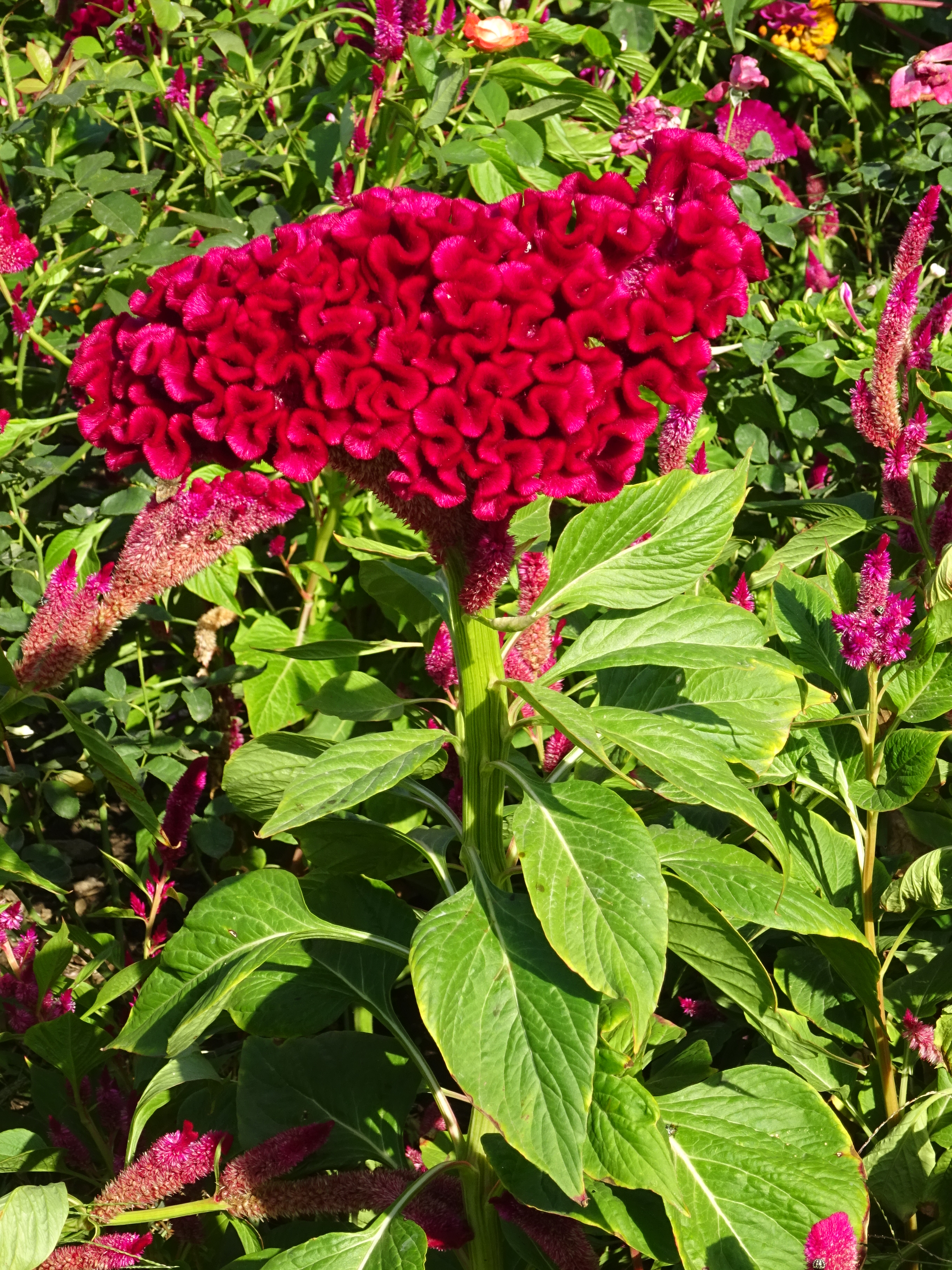
Celosia argentea var. cristata («петушиный гребень»)

### Синонимы
- Amaranthus huttonii hort., nom. inval.
- Amaranthus pyramidalis Noronha, 1790
- Celosia cernua Roxb., 1820, nom. illeg.
- Celosia coccinea L., 1762
- Celosia cordata Raf., 1840
- Celosia debilis S.Moore, 1916
- Celosia huttonii Mast., 1872
- Celosia japonica Houtt., 1777
- Celosia linearis Sweet ex Hook.f., 1885, nom. inval.
- Celosia marylandica Retz., 1783
- Celosia pallida Salisb., 1796
- Celosia plumosa hort. ex Burv., 1903
- Celosia stricta Hornem., 1819
- Celosia swinhoei Hemsl., 1891
- Celosia variegata hort., nom. inval.
- Chamissoa stricta (Hornem.) Schouw, 1847